# 棕榈酸鲸蜡酯
棕榈酸鲸蜡酯或系统名十六烷酸十六烷酯是由十六烷酸和1-十六烷醇衍生的酯。这种白色蜡状固体是鲸蜡的主要成分，鲸蜡是在抹香鲸头骨中发现的曾经非常珍贵的蜡。棕榈酸鲸蜡酯是部分固体脂质纳米粒的组成部分。
石珊瑚的组织中含有大量的棕榈酸鲸蜡酯，这可能在一定程度上起到拒食作用。

## 应用
棕榈酸鲸蜡酯在化妆品中用作增稠剂和乳化剂。